# Audrey Kwon
Audrey Kwon (Seul, 16 de junho de 2006) é uma nadadora artística estadunidense.

## Carreira
Kwon mudou-se para os Estados Unidos quando tinha dois anos de idade. Ela começou a nadar artísticamente quando tinha oito anos.
Em julho de 2023, no Campeonato Mundial de Fukuoka, Kwon fez parte da equipe americana que ganhou prata na rotina acrobática por equipe e bronze na rotina técnica por equipe. Em novembro de 2023, nos Jogos Pan-Americanos de Santiago, ela fez parte da equipe americana que levou prata no evento por equipe. Em fevereiro de 2024, no Campeonato Mundial de Doha, Kwon fez parte da equipe americana que ganhou bronze na rotina acrobática por equipe e na rotina livre por equipe.
Nos Jogos Olímpicos de Verão de 2024, em Paris, conquistou a medalha de prata na competição por equipes na natação artística, ao lado de Anita Alvarez, Jaime Czarkowski, Megumi Field, Keana Hunter, Jacklyn Luu, Daniella Ramirez e Ruby Remati.